# Patch Adams (filme)
Patch Adams (prt: Patch Adams; bra: Patch Adams - O Amor É Contagioso) é um filme semibiográfico estadunidense de 1998 do gênero comédia dramática, dirigido por Tom Shadyac, e baseado em livros e na vida de Patch Adams e Maureen Mylander.

## Recepção
O Metacritic, que usa uma média ponderada, atribuiu ao filme uma pontuação de 26 em 100, baseado em 21 críticos, indicando críticas "geralmente desfavoráveis".

## Principais prêmios e indicações
Oscar 1999 (EUA)
- Recebeu uma indicação na categoria de Melhor Trilha Sonora.

Globo de Ouro 1999 (EUA)
- Recebeu duas indicações nas categorias de Melhor Filme em Comédia / Musical e Melhor Ator em Comédia / Musical (Robin Williams).

American Comedy Awards 1999 (EUA)
- Robin Williams foi indicado na categoria de Ator Mais Engraçado em Cinema.